# Carex halleriana
Carex halleriana és una espècie de planta herbàcia del gènere càrex. És originària de l'Europa mediterrània i submediterrània. Herba cespitosa, glabra de 10 a 40 cm d'alçada, beines basals fibroses, d'un bru fosc, fulles planes més o menys coriàcies de 5-40 cm x 2-3 mm. Disposa d'espigues masculines i espigues femenines (planta monoica), floreix de febrer a agost. Viu en garrigues màquies i bosc de fulla dura. Als Països Catalans (tota Catalunya excepte en parts dels Pirineus, País Valencià, Mallorca, Menorca, Eivissa i Formentera) es troba des del nivell del mar fins a 2.600 m d'altitud.